# Bruno Py
Pour les articles homonymes, voir Py.
Bruno Py, né le 8 juin 1964 à Argenteuil, est un professeur français de droit privé et sciences criminelles, spécialisé en droit pénal et en droit médical.

## Carrière
Il enseigne actuellement à la Faculté de droit de Nancy, rattachée à l'Université de Lorraine. Il a également enseigné à l'Université française du Pacifique (Nouméa, Nouvelle-Calédonie) et à l'Université de Poitiers.
Bruno Py est membre de l'Institut François Gény, plus particulièrement de l'équipe de recherche en sciences criminelles et en droit médical ISCRIMED (Institut de Sciences Criminelles et de Droit Médical, composante de l'Institut François Gény EA73301).
Il est titulaire d'un DEA en sciences criminelles (obtenu en 1988), d'un DEA en histoire du droit (1989) et d'un doctorat en droit (1993), avec comme thèse : « Recherches sur les justifications pénales de l'activité médicales ».
Auteur de plusieurs ouvrages, il publie également dans des revues spécialisées. Il est par ailleurs membre de la Commission régionale de conciliation et d'indemnisation de Lorraine et conseiller juridique du Conseil départemental de l'Ordre national des médecins.
En 2019, il se prononce contre une réforme envisagée du secret professionnel dans le cadre de la lutte contre les violences conjugales. Cette dernière offrant la possibilité au professionnel de santé, après examen et sous certaines conditions, de dénoncer des faits de violences conjugales à la justice sans le consentement de la victime.
En juillet 2022, il s’illustre par une lettre de réponse à un député, diffusée sur les réseaux sociaux. Sans honorer les sollicitions du député lui demandant abusivement de réexaminer le refus octroyé à un étudiant pour accéder au master de son choix, il dénonce le manque de moyens des Universités et les aberrations du système de sélection introduit par la loi du 23 décembre 2016.

## Publications
- Le sexe et le droit, Presses universitaires de France, 1999
- La mort et le droit, Presses universitaires de France, 2004
- Le secret professionnel[6], éditions de L'Harmattan, 2005
- Questions d'évaluation en santé, Presses Universitaires de Nancy, 2009
- Le sexe et la norme, en collaboration avec Nathalie Deffains[7], Presses Universitaires de Nancy, 2011
- La pudeur et le soin[8], Presses Universitaires de Nancy, 2011
- La crémation et le droit en Europe, en collaboration avec Marc Mayer[9], Presses Universitaires de Nancy, 2011